# 桑原洋子
桑原 洋子（くわはら ようこ、1931年(昭和6年)1月6日 - ）は、日本の社会福祉学者。

## 略歴
北海道生まれ。1953年大阪女子大学文芸学部社会福祉学科卒業。56年大阪市立大学大学院法学研究科修士課程修了。佛教大学講師、1971年ロンドン大学上級法律学研究所に学ぶ。花園大学文学部教授、龍谷大学社会学部教授、2001年四天王寺国際仏教大学教授。
1994年「英国児童福祉制度史研究」で専修大学より博士（法学）の学位を取得。

## 著書
- 『社会福祉法制要説』（有斐閣） 1982
- 『英国児童福祉制度史研究 足枷から慈悲へそして福祉へ』（法律文化社） 1989
- 『女性と福祉』（信山社出版） 1995
- 『シリーズ福祉に生きる 中村幸太郎』（大空社） 2001

### 共編著
- 『日本社会福祉法制史年表』（編著、永田文昌堂） 1988
- 『現代社会と社会福祉』（中久郎共編、信山社出版） 1998
- 『実務注釈 児童福祉法』（田村和之と責任編集、信山社出版、実務注釈社会福祉法大系） 1998
- 『仏教司法福祉実践試論 現代家族の危機に応える』（編、信山社出版） 1999
- 『近代福祉法制大全』全8巻（宮城洋一郎共編、港の人） 1999 - 2000
- 『司法福祉と仏教』（共著、信山社出版） 2000
- 『近代福祉法制大全 別巻 近代社会福祉法令帝国議会の記録と法令改廃一覧』（宮城洋一郎共編、港の人） 2001
- 『現代社会福祉法制総覧』全15巻別冊2（編集代表、港の人） 2001 - 2005
- 『日本社会福祉法制史年表 平成編 1990-2003』（編、宮城洋一郎, 鵜沼憲晴, 真鍋顕久, 横山順一執筆、港の人） 2006
- 『ホームレス研究 釜ヶ崎からの発信』（高田敏, 逢坂隆子共編、信山社） 2007
- 『終末期の保健福祉』（佐藤進共編、信山社） 2008
- 『社会保障法・福祉と労働法の新展開 佐藤進先生追悼』（荒木誠之共編、信山社） 2010

## 翻訳
- 『家庭と職業 婦人の二つの役割』（アルバ・ミュルダール, V・クレン、大和チドリ共訳、ミネルヴァ書房、社会科学選書） 1968
- 『イギリス少年裁判所 児童と法律』（W・E・カベナー、日本評論社） 1993
- 『児童虐待防止と学校の役割』（ジャネット・ケイ、藤田弘之共訳、信山社出版） 2005

## 記念論文集
- 『家族・労働・福祉 桑原洋子教授還暦記念論文集』（永田文昌堂） 1991
- 『社会福祉の思想と制度・方法 桑原洋子教授古稀記念論集』（永田文昌堂） 2002

## 参考
- [ISBN 978-4-641-14360-9]
- 『現代日本人名録』2002